# Lua Ríos
Lúa Ríos é a vocalista e guitarrista da banda de rock espanhola We are Balboa e filha do pioneiro do rock na Espanha, Miguel Ríos.